# Penstemon paysoniorum
Penstemon paysoniorum är en grobladsväxtart som beskrevs av Karl Keck. Penstemon paysoniorum ingår i släktet penstemoner, och familjen grobladsväxter. Inga underarter finns listade i Catalogue of Life.